# Долчешти (Горж)
Долчешти (рум. Dolcești) насеље је у Румунији у округу Горж у општини Саулешти. Oпштина се налази на надморској висини од 167 m.

## Становништво
Према подацима из 2002. године у насељу је живело 404 становника, од којих су сви румунске националности.